# Nacionalno prvenstvo ZDA 1883
Odprto prvenstvo ZDA|Nacionalno prvenstvo ZDA 1883 v tenisu.

## Moški posamično
Richard D. Sears :  James Dwight  6-2 6-0 9-7

## Moške dvojice
Richard D. Sears /  James Dwight :  Arthur Newbold /  Alexander Van Rensselaer 6–0, 6–2, 6–2